# V-Varen Nagasaki
V-Varen Nagasaki är en japansk fotbollsklubb från Nagasaki, Nagasaki prefektur. 
Laget spelar för närvarande (2021) i den näst högsta proffsligan J2 League.

## Placering tidigare säsonger
| Säsong | Nivå | Liga                  | Placering | Referens | Notering |
| ------ | ---- | --------------------- | --------- | -------- | -------- |
| 2009   | 3    | Japan Football League | 11        | [ 2 ]    |          |
| 2010   | 3    | Japan Football League | 5         | [ 3 ]    |          |
| 2011   | 3    | Japan Football League | 5         | [ 4 ]    |          |
| 2012   | 3    | Japan Football League | 1         | [ 5 ]    |          |
| 2013   | 2    | J2 League             | 6         | [ 6 ]    |          |
| 2014   | 2    | J2 League             | 14        | [ 7 ]    |          |
| 2015   | 2    | J2 League             | 6         | [ 8 ]    |          |
| 2016   | 2    | J2 League             | 15        | [ 8 ]    |          |
| 2017   | 2    | J2 League             | 2         | [ 9 ]    |          |
| 2018   | 1    | J1 League             | 18        | [ 10 ]   |          |
| 2019   | 2    | J2 League             | 12        | [ 11 ]   |          |
| 2020   | 2    | J2 League             | 3         | [ 12 ]   | Pandemin |
| 2021   | 2    | J2 League             | 4         | [ 13 ]   | Pandemin |
| 2022   | 2    | J2 League             | 11        | [ 14 ]   | Pandemin |
| 2023   | 2    | J2 League             | 7         | [ 15 ]   |          |
| 2024   | 2    | J2 League             | 3         | [ 16 ]   |          |

## Truppen 2022
Aktuell 23 april 2022. 
| Nr | Land      | Pos | Namn            |
| -- | --------- | --- | --------------- |
| 1  | Japan     | MV  | Masaya Tomizawa |
| 5  | Japan     | F   | Ryo Okui        |
| 6  | Japan     | MF  | Yuya Kuwasaki   |
| 7  | Brasilien | A   | Cristiano       |
| 9  | Japan     | A   | Asahi Uenaka    |
| 10 | Brasilien | A   | Caio César      |
| 11 | Japan     | A   | Edigar Junio    |
| 13 | Japan     | MF  | Masaru Kato     |
| 15 | Japan     | F   | Hijiri Kato     |
| 16 | Japan     | A   | Kota Muramatsu  |
| 17 | Japan     | MF  | Hiroki Akino    |
| 18 | Japan     | A   | Ryohei Yamazaki |
| 19 | Japan     | MF  | Takashi Sawada  |
| 20 | Japan     | MF  | Yohei Otake     |

| Nr | Land     | Pos | Namn                                     |
| -- | -------- | --- | ---------------------------------------- |
| 21 | Japan    | MV  | Takashi Kasahara (lån från Omiya Ardija) |
| 22 | Japan    | MF  | Koya Okuda                               |
| 23 | Japan    | F   | Shunya Yoneda                            |
| 24 | Japan    | F   | Yusei Egawa                              |
| 25 | Japan    | F   | Kazuki Kushibiki                         |
| 26 | Japan    | F   | Hiroshi Futami                           |
| 27 | Japan    | A   | Ken Tokura                               |
| 28 | Japan    | F   | Shunki Takahashi                         |
| 30 | Japan    | MV  | Suguru Asanuma                           |
| 31 | Japan    | MV  | Gaku Harada                              |
| 32 | Colombia | A   | Víctor Ibarbo                            |
| 33 | Japan    | MF  | Tsubasa Kasayanagi                       |
| 34 | Japan    | MF  | Seiya Satsukida                          |
| 35 | Japan    | MF  | Taisei Abe                               |